# Сивіли

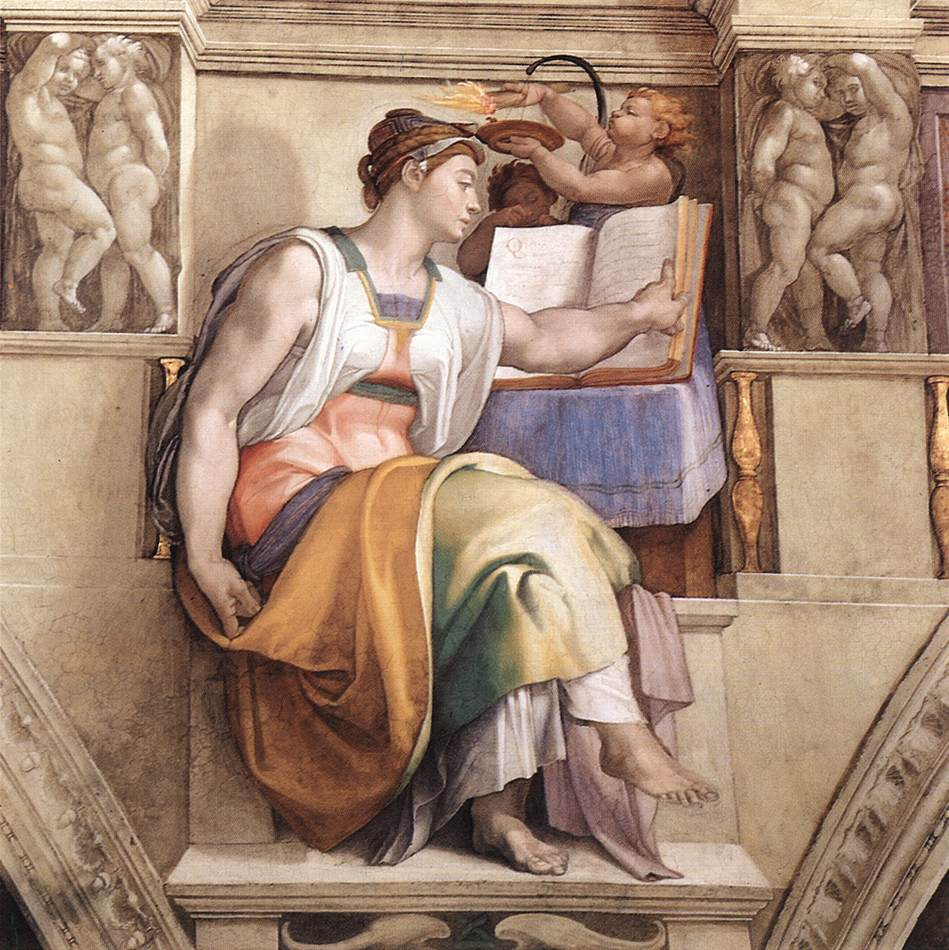
Еретрійська сивіла, Мікеланджело, Сикстинська капела

Сивіли, також сибіли (грец. σίβυλλα, лат. sibylla) — у Стародавній Греції мандрівні пророчиці, які, подібно до гомерівських ворожбитів, пропонували всім охочим провістити долю.
Першою віщункою, від власного імені якої постала назва пророчиць, вважалася дочка Дардана. Як і бакіди, сивіли не були пов'язані з певним місцевим культом, хоч екстатичний характер їх ворожіння мав багато спільного з оргіастичним боком давньогрецької релігії. Пророчий екстаз сивіли описав Вергілій у четвертій книзі «Енеїди».
Діяльність сивіл відносять до VIII — VII ст. до н. е. — часу значного духовного й релігійного піднесення. Першим, хто згадує тільки одну сивілу, був Геракліт з Ефесу (500 р. до н. е.). Про одну сивілу йдеться також в Арістофана, Платона й Арістотеля. Учень Платона Гераклід Понтійський знав трьох сивіл — ерітрську (Герофілу), фригійську та геллеспонтську.
У пізніших письменників знаходимо відомості про 4, 8, 10, 12 сивіл. Діяльність пророчиць була пов'язана передусім з північно-західною Малою Азією. Тому є підстави вважати, що сивіли походять із Трої, а Кассандра й Манто — їхні прообрази. Найбільше відомостей дійшло до нас про Кумську сивілу, яка, за переказом, жила під час владарювання Тарквінія Гордого, або Тарквінія Пріска.

## Кумська сивіла
Існувала легенда, що Кумська сивіла була грецькою жрицею, яка залишила батьківщину і жила в італійському містечку Куми біля Неаполя. Вона була коханою Аполона і отримала від бога дар провидіння та життя, що мало тривати рівно стільки, скільки жриця перебуватиме далеко від рідної землі. Але вона не подумала попросити в бога продовження молодості, і тому повільно висихала, поки не перетворилась в зморщену істоту, що мріє лише про смерть. Прожила Кумська сивіла тисячу років і померла зовсім старою, коли до неї випадково приїхали греки, що привезли жменьку рідної землі.

## Див. також

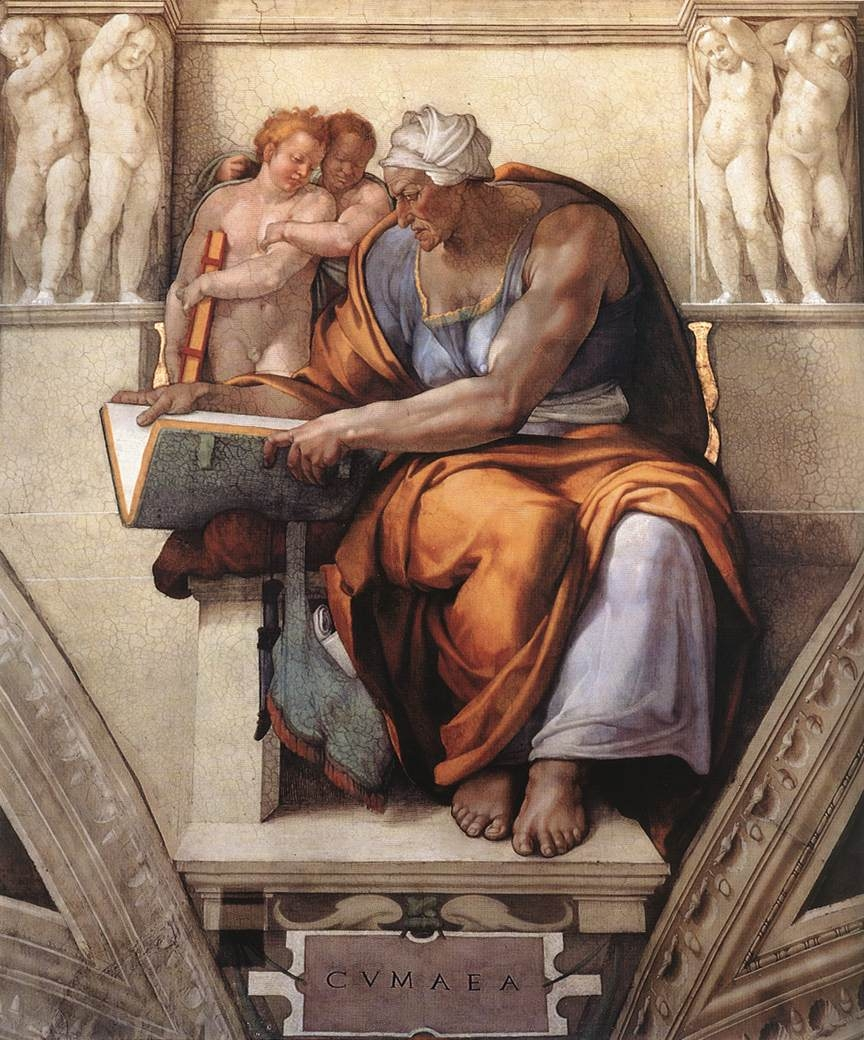
Кумська сивіла
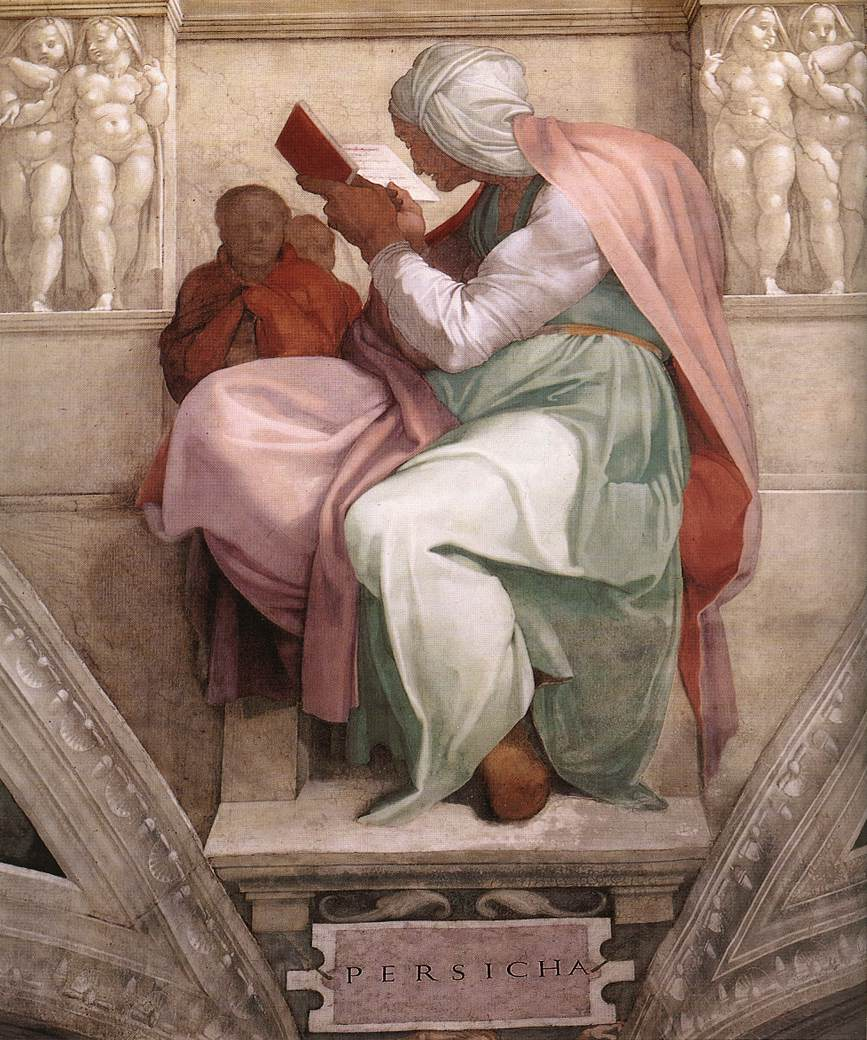
Перська сивіла
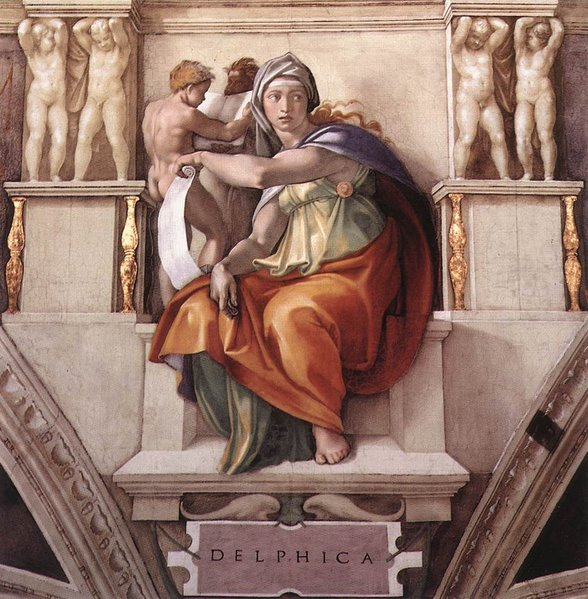
Дельфійська сивіла
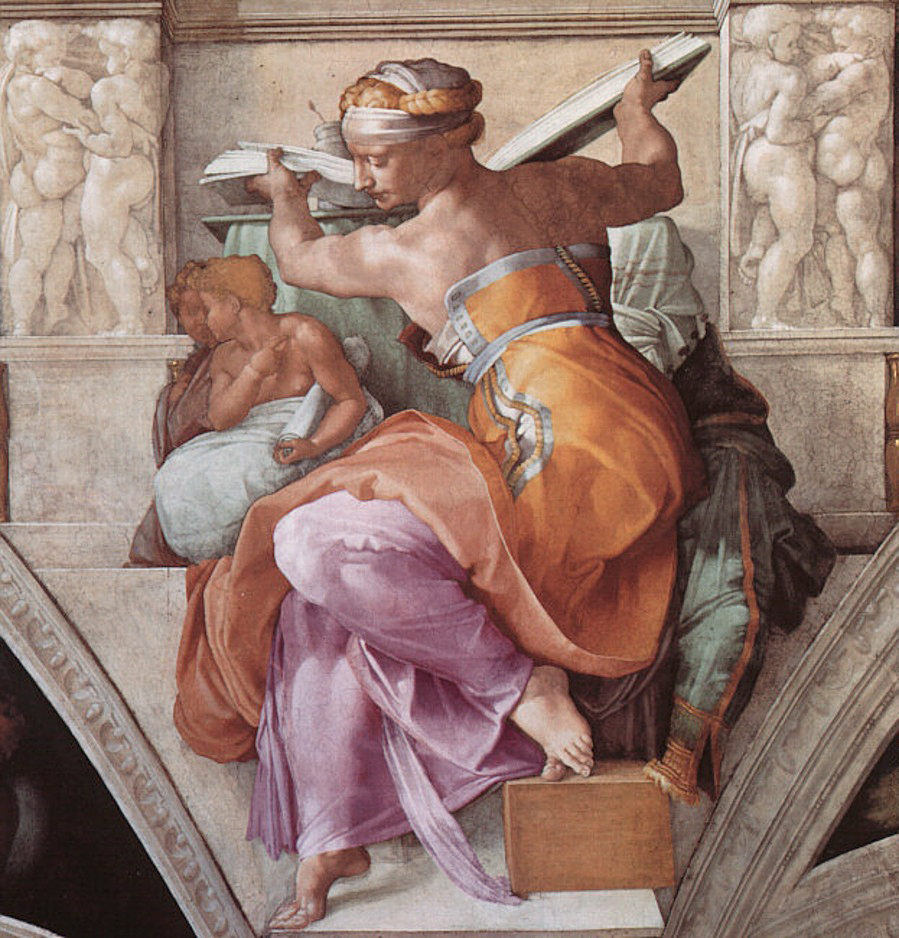
Лівійська сивіла